# Stensö borg

Stensö borg är lämningarna efter en medeltida kastal och borg på Vikbolandet i Östra Husby socken, Norrköpings kommun. Borgruinen ligger alldeles nordväst om Stensö gård vid Bråvikens strand, den del som kallas Lönöfjärden. Få skriftliga uppgifter finns om borgen, vars äldsta del tros vara uppförd omkring år 1200. Första kända ägaren är Holmger Torkelsson (båt) år 1359, en dotterson till Ulf Holmgersson (Ama).
Borgen började som ett runt kastaltorn i omsorgsfullt murad gråsten som mäter 13,6 meter i diameter. Inne i tornet finns rester av ett kryssvalv. Tornet infogades senare i en ringmur som delvis är bevarad. Ett mindre torn i ringmuren har funnits närmare Bråvikens strand men är nu bara en övervuxen ruinhög. Martin Rundkvist ledde utgrävningar i ruinen åren 2014 och 2015.